# Teorema di Abel-Ruffini
Il teorema di Abel-Ruffini afferma che non esiste una relazione risolutiva generale esprimibile tramite radicali per le equazioni polinomiali di grado 5 o superiore.
Il teorema fu provato per la prima volta da Paolo Ruffini nel 1799, ma la sua dimostrazione fu generalmente ignorata. Sebbene contenesse una piccola lacuna, fu piuttosto innovativa nell'uso dei gruppi di permutazione. Il teorema è anche attribuito a Niels Henrik Abel, che pubblicò una dimostrazione nel 1824.

## L'interpretazione
Il contenuto di questo teorema viene spesso frainteso. Esso non asserisce che le equazioni di grado superiore al quarto siano insolubili. Infatti, tutte le equazioni polinomiali non costanti hanno una soluzione (perlomeno nel campo dei numeri complessi), come afferma il teorema fondamentale dell'algebra. Nonostante tali soluzioni non possano sempre essere espresse algebricamente in maniera esatta, esse possono essere calcolate fino a un grado di precisione arbitrario usando tecniche numeriche come il metodo di Newton-Raphson o il metodo di Laguerre, e in questo modo non sono diverse dalle soluzioni delle equazioni polinomiali di secondo, terzo e quarto grado. Il teorema riguarda solo la forma che una soluzione deve avere: la soluzione di un'equazione di grado superiore al quarto non può sempre essere espressa partendo dai coefficienti e utilizzando soltanto operazioni aritmetiche ed estrazioni di radice, e dunque non esiste una generica formula risolutiva come per le equazioni di secondo, terzo e quarto grado.

## Equazioni di grado inferiore al quinto
Le soluzioni di qualunque equazione di secondo grado possono essere espresse in termini di addizione, sottrazione, moltiplicazione, divisione e radice quadrata, utilizzando la familiare formula risolutiva:
{\displaystyle x={\frac {-b\pm {\sqrt {b^{2}-4ac\ }}}{2a}}}
Formule analoghe per equazioni di terzo e quarto grado, utilizzanti radici cubiche e radici quarte, sono note fin dal XVI secolo.

## Quinto grado e superiore
Il teorema di Abel-Ruffini dice che ci sono alcune equazioni di quinto grado la cui soluzione non può essere espressa tramite radicali e un esempio è dato dall'equazione {\displaystyle x^{5}-x+1=0}. È tuttavia importante osservare che alcune equazioni possono comunque essere risolte mediante radicali, ad esempio l'equazione {\displaystyle x^{5}-x^{4}-x+1=0}, che si fattorizza in {\displaystyle (x-1)(x-1)(x+1)(x+i)(x-i)=0}. Un criterio per determinare se un'equazione può essere risolta tramite radicali fu dato da Évariste Galois ed è ora alla base della teoria di Galois: un'equazione polinomiale può essere risolta per radicali se e solo se il suo gruppo di Galois è un gruppo risolubile.
Dall'analisi di Galois segue che la ragione per cui le equazioni di secondo, terzo e quarto grado possono essere risolte per radicali è che i gruppi simmetrici: {\displaystyle S_{2}}, {\displaystyle S_{3}} e {\displaystyle S_{4}} sono gruppi risolubili, mentre non esistono formule analoghe per le equazioni di grado superiore al quarto perché {\displaystyle S_{n}} non è risolubile per {\displaystyle n\geq 5}.

## Storia

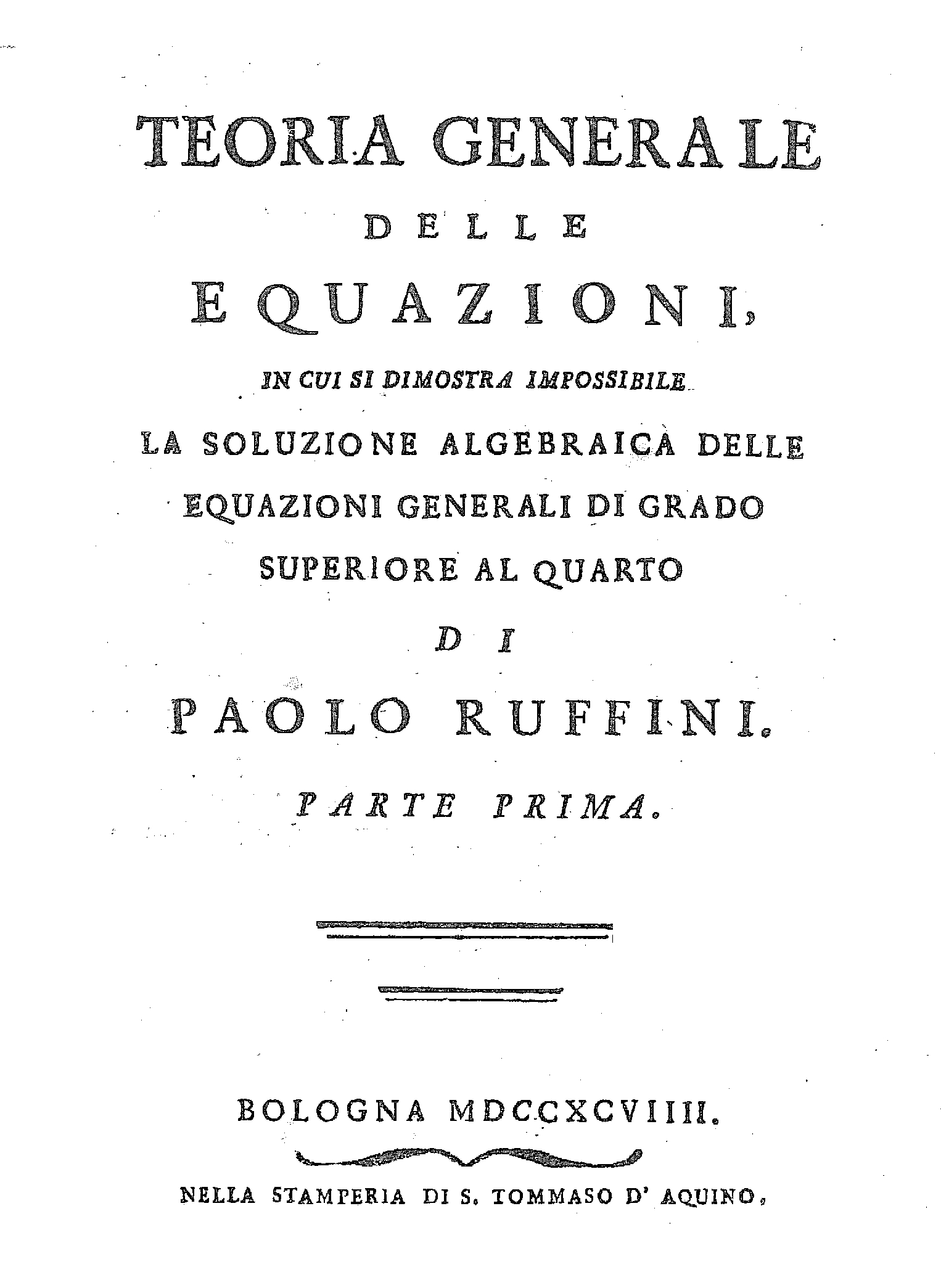
Paolo Ruffini, Teoria generale delle equazioni, 1799

Intorno al 1770, Joseph Louis Lagrange iniziò a preparare il terreno all'unificazione delle varie idee che erano state usate fino a quel momento per risolvere le equazioni, mettendole in relazione alla teoria dei gruppi di permutazioni, sotto forma di risolventi di Lagrange. Tuttavia Lagrange non riuscì a sviluppare un metodo di risoluzione per le equazioni di quinto grado e superiore e iniziò a supporre che un tale metodo non esistesse, senza tuttavia fornirne una prova conclusiva. Nel 1799, Paolo Ruffini propose una dimostrazione del teorema, tuttavia questa fu a lungo ignorata anche a causa di una lacuna. Ruffini infatti dava per scontato che una soluzione deve necessariamente essere una funzione dei radicali e, mentre Cauchy riteneva che questa assunzione fosse minore, la maggior parte degli storici ritiene che la dimostrazione non fu mai completa fino a quando Abel non dimostrò questa assunzione nel 1824.